# Sam Willoughby
Sam Willoughby (* 15. August 1991 in Adelaide) ist ein ehemaliger australischer Radrennfahrer, der im BMX-Racing aktiv war.

## Werdegang
2008 und 2009 wurde Willoughby Junioren-Weltmeister im BMX-Race. Bereits in der Saison 2009 gewann er seine ersten beiden Weltcup-Rennen sowie die Gesamtwertung im UCI-BMX-Weltcup. Bis zum Ende seiner Karriere folgten vier Einzelsiege sowie 2012 der erneute Gewinn der Gesamtwertung. 2012 wurde er erstmals Weltmeister in der Elite, 2014 wurde er Doppelweltmeister im Race und im Zeitfahren.
Willoughby hat an den Olympischen Sommerspielen 2012 in London und 2016 in Rio de Janeiro im BMX teilgenommen, 2012 gewann er die Silbermedaille, 2016 belegte er den 6. Platz.
Drei Wochen nach den Olympischen Spielen 2016 stürzte Willoughby im Training schwer und brach sich mehrere Wirbel, so dass er zunächst komplett gelähmt war. Zwar verbesserte sich sein Zustand, jedoch gab er 2017 endgültig das Ende seiner Karriere bekannt.

## Familie
Seit dem 31. Dezember 2017 ist er mit der US-amerikanischen BMX-Fahrerin Alise Willoughby verheiratet, die er nach seinem Unfall auch coacht.

## Erfolge
| 2008 - Weltmeister (Junioren) – Race 2009 - Weltmeister (Junioren) – Race - zwei Erfolge und Gesamtwertung UCI-BMX-World-Cup 2010 - ein Erfolg UCI-BMX-World-Cup 2011 - Australischer Meister – Race 2012 - Olympische Spiele – Race - Weltmeister – Race - Gesamtwertung UCI-BMX-World-Cup | 2013 - ein Erfolg UCI-BMX-World-Cup 2014 - Weltmeister – Race - Weltmeister – Zeitfahren - Australischer Meister – Race - zwei Erfolge UCI-BMX-World-Cup 2016 - Weltmeisterschaften – Zeitfahren |